# Middelnoors
Middelnoors (Bokmål: mellomnorsk; Nynorsk: mellomnorsk, millomnorsk) is een vorm van de Noorse taal die werd gesproken van 1350 tot 1550 en was de laatste fase van het Noors in zijn oorspronkelijke staat, voordat het Deens het Noors verving als de officiële schrijftaal van wat nu Noorwegen is.

## Geschiedenis
In 1348 kwam de Zwarte Dood naar Noorwegen en vonden velen van degenen die geletterd waren de dood. Priesters en monniken waren vaak verantwoordelijk voor de verzorging van zieken en stervenden, en raakten daardoor snel zelf besmet. Dit had uiteindelijk een groot effect op onder meer de Noorse geschreven taal, die vooral gebruikt werd in brieven en onofficiële documenten.
Er wordt aangenomen dat het Deens vanaf het midden van de 16e eeuw de schrijftaal vrijwel volledig had overgenomen. Hiermee is het Middelnoors een taalvariant die tot de Reformatie in 1536 bestond. Zo veranderde de klassieke Noorse grammatica aanzienlijk en werd het ingewikkelde Noorse verbuigingssysteem sterk vereenvoudigd. Tegelijkertijd ontstonden er dialectverschillen en kreeg de taal invloed van buitenaf. Delen van de woordenschat werden vervangen door Duitse woorden, wat ook in het Deens en Zweeds gebeurde.
Een opvallend gegeven is dat de letters þ en ð uit het Noors verdwenen, hetzij door samen te smelten met hun equivalente stopmedeklinkers (weergegeven door de t en d) of door helemaal verloren te gaan. Hierdoor veranderde bijvoorbeeld þing in ting (Noors voor 'ding') en með in med (Noors voor 'met').

### De definitieve overgang
In de 15e eeuw werd het Middelnoors geleidelijk niet meer als schrijftaal gebruikt. Aan het einde van de 16e eeuw besloot Christiaan IV van Denemarken de Landslov (de staatswet van Noorwegen) van Magnus VI van Noorwegen te vertalen naar het Deens. Deze was immers in het Oudwestnoords geschreven. In 1604 werd de herziene versie van de wet ingevoerd. De vertaling van deze wet markeert de definitieve overgang naar het Deens als bestuurstaal in Noorwegen.